# الشغب في بيندر
مناوشة في بيندر أو الشغب في بيندر (بالسويدية: Kalabaliken i Bender)‏ (بالفنلندية: Benderin kalabaliikki)‏ كانت مناوشة وقعت في 1 فبراير 1713 بين رعايا الدولة العثمانية ضد مستعمرة السويديين بمدينة بيندر (الآن بيندر، مولدوفا) وذلك بعد استياء رعايا الدولة العثمانية وبعض الانكشارية من إقامة تشارلز الثاني عشر ملك السويد على الأراضي العثمانية بعد هزيمته العسكرية في روسيا، خاصة بعد إتهامات وجهت له بإثارته للفتن داخل الدولة العثمانية.

## التاريخ
بعد الهزيمة السويدية في معركة بولتافا في 27 يونيو 1709 واستسلام معظم الجيش السويدي في بريفولوشنا بعد ثلاثة أيام، فر تشارلز الثاني عشر من السويد مع بضع مئات من الجنود السويديين وعدد كبير من القوزاق إلى الدولة العثمانية، حيث مكث لمدة خمس سنوات. (حملة نهر بروت).
في 31 يناير 1713، أطلقت المدفعية التركية النار على المعسكر السويدي.
في 1 فبراير، هاجمت القوات العثمانية المعسكر بقيادة سرعسكر بيندر. جنبا إلى جنب مع حوالي 40 جنديا، وقفت تشارلز الثاني عشر ضد مئات الأتراك. تميز أكسل إريك روس [بالإنجليزية] (حارس الحياة سفيا [بالإنجليزية]) بشكل خاص خلال المناوشات والحكايات تخبر أنه أنقذ حياة الملك ثلاث مرات خلال اليوم. قتل الملك -نفسه- جنديًا عثمانيًا واحدًا على الأقل بسيفه في قتال يد بيد عندما تعرض هو وروس لهجوم من قبل 3 عثمانيين. أثناء القتال، كان تشارلز يُقنص بنشاط مع بندقية قربينة صغيرة ضد العدو المهاجم من نافذة في أماكن نومه، المتمركزة في المبنى حيث كان السويديون يدافعون عنه. استمر القتال لأكثر من 7 ساعات واستخدم العثمانيون في نهاية المطاف كلاً من المدفعية والسهام النارية عندما هُزمت الهجمات الأولية؛ أثبتت الطريقة اللاحقة فعاليتها. أشعلت سهام النار على سطح المبنى وأجبرت المدافعين على التخلي عنه، ثم انتهى القتال بشكل مفاجئ عندما تعثر الملك على مهماز أثناء خروجه من المنزل المحترق. تعرض للاعتداء من قبل عشرات الجنود العثمانيين الذين تمكنوا من القبض عليه والمقاتلين الباقين واقتيادهم إلى ذيذيموتيخو.

## إتيمولوجيا
في اللغة التركية تعني كلمة "kalabalık" مزدحمة أو مكتظ، والتي أصبحت بعد الحادث لفظة دخيلة باللغة السويدية والفنلندية "kalabalik" بمعنى «الارتباك» أو «اضطراب كبير».

## في الثقافة الشعبية
كانت المناوشات في بندر مصدر إلهام لفيلم Kalabaliken i Bender لعام 1983 للمخرج ماتس أهرين. حتى في أوائل العشرينيات من القرن الماضي، تم إنتاج صورة متحركة رئيسية بمشاهد من المناوشات.

## روابط خارجية
- http://europaidag.se/historia-2/kalabaliken-bender-vad-hande-och-hur-ar-det-idag/ {السويدية}
- افتونبلاديت - مقال هيرمان ليندكفيست

### قائمة المراجع
- Massie، Robert K. (أكتوبر 1981). Peter the Great: His Life and World. نيويورك: Ballantine Books. ISBN:0-345-29806-3.